# Kryptolebias sepia
Kryptolebias sepia är en fiskart som beskrevs av Pieter Vermeulen och Tomas Hrbek 2005. Kryptolebias sepia ingår i släktet Kryptolebias och familjen Rivulidae. Inga underarter finns listade i Catalogue of Life.